# Rondo Histriae
Rondo Histriae - mješoviti pjevački zbor (Pula, Hrvatska), vaninstitucionalna udruga za kulturnu, glazbenu i scensku građansku inicijativu.

## Povijest zbora
Zbor je utemeljen 2004. godine, a djeluje pod ravnanjem prof. Vinke Burić. Njeguje program klasičnih zborskih djela i zborskih obrada skladbi iz oblasti etno, te pop i rock glazbe, s posebnim naglaskom na zborska ostvarenja nastala u istarskom podneblju i temeljena na istarskoj ljestvici i istarskom glazbenom idiomu. Za oblikovanje osebujnog glazbenog izričaja zbora Rondo Histriae posebno su zaslužni Mo. Miroslav Homen, prof. Neven Radaković i prof. Vinka Burić.
Zbor Rondo Histriae nastupao je na manifestacijama zborskog pjevanja “Naš kanat je lip” u Poreču, danima duhovne glazbe Cro Patria u Splitu, susretu pjevačkih zborova “Sveta Eufemija” u Rovinju, županijskoj smotri zborova u Novoj Gradiški, PANfestu u Ravnoj Gori i dr.
Zbor je nastupao i u Francuskoj (Clermont-Ferrand, Romagnat, Angers i Cannes) na manifestacijama “La Viva - zbor za ljudska prava”, u Srbiji (Bač i Selenča) na “Danima europske baštine”, te u Puli sa zborom “Voices from the Heart” iz Portsmoutha, NH, SAD.
Na 30. Festivalu zborskog pjevanja “Viliam Figuš Bystri” u Banskoj Bystrici (Slovačka), zbor je 2008. osvojio drugo mjesto i “Zlatnu lentu”, a iste godine i prvo mjesto na 43. Mokranjčevim danima u Negotinu (Srbija).